# Stepan Razin (film fra 1939)
Stepan Rasin (russisk: Степан Разин) er en sovjetisk spillefilm fra 1939 instrueret af Ivan Pravov og Olga Preobrasjenskaja.
Filmen er baseret på Aleksej Tjapygins roman af samme navn om kosaklederen Stepan Razin.

## Handling
Filmen beskriver bondeoprøret ledet af kosakken Stepan Razin. Han leder et folkeligt oprør og forsøger at finde "folkets sandhed" med våbenmagt. Fra hele det russiske land strømmer bønder og livegne, der flygtede fra en tung skæbne, til ham. Razin indtager den ene by efter den anden og drager mod Moskva. Imidlertid formår zarens hær at stoppe oprørerne ved Simbirsks mure. Razins oprørshær bliver besejret, og han bliver taget til fange. Razin udholder modigt tortur og bliver herefter henrettet foran en stor skare i Moskva.

## Medvirkende i udvalg
- Andrej Abrikosov som Stepan Razin
- Vladimir Gardin som Bojaren Kivrin
- Jelena Kondratjeva som Aljona
- Pjotr Leontjev som Aleksej
- Ivan Pelttser som Taras
- Mikhail Sjarov